# Дульсинея Тобосская (фильм)
«Дульсине́я Тобо́сская» — советский художественный музыкальный двухсерийный фильм, экранизация мюзикла Геннадия Гладкова, основанного на одноимённой пьесе Александра Володина. Сюжет можно рассматривать как фантазию на тему продолжения событий романа «Хитроумный идальго Дон-Кихот Ламанчский».

## Сюжет
Действие происходит в Испании, в начале XVII века. Через 7 лет после смерти Дон Кихота и выхода романа Сервантеса имя рыцаря печального образа становится легендой. Верный оруженосец Дона Кихота — Санчо Панса отправляется в Тобосо и находит там крестьянку Альдонсу, которая и не подозревает, что была дамой сердца знаменитого рыцаря и сама стала знаменитостью. Санчо рассказывает историю странствий и страданий Дона Кихота по своей возлюбленной.
Альдонса-Дульсинея переезжает в Толедо. В столице она знакомится со странным молодым человеком — доном Луисом, который так похож на складывающийся в её душе идеальный образ рыцаря и мужчины. Сходство его с Дон Кихотом подчёркивает даже удивлённая реплика Санчо: «Неужели Господь за Ваше благочестие воскресил Вас и вернул Вам молодость?» Из-за него Дульсинея бросает Толедо и высший свет и отправляется в странствия, повторяя путь того, кто безнадёжно любил её.

## В ролях
- Наталья Гундарева — Альдонса-Дульсинея (вокал — Елена Камбурова)
- Борис Плотников — Луис де Карраскиль
- Александр Назаров — Санчо Панса
- Валентина Талызина — мать Альдонсы
- Армен Джигарханян — отец Альдонсы
- Татьяна Пельтцер — сеньора Тереса
- Борислав Брондуков — жених Альдонсы
- Екатерина Дурова — Санчика
- Пётр Олев — первый поклонник
- Сергей Насибов — второй поклонник (вокал — Вячеслав Войнаровский)[2][3]

## Съёмочная группа
- Автор сценария: Александр Володин
- Режиссёр: Светлана Дружинина
- Композитор: Геннадий Гладков
- Оператор: Анатолий Мукасей
- Художник: Виктор Юшин
- Текст песен: Борис Рацер, Владимир Константинов, Юлий Ким

## Песни, звучащие в фильме
- «Ночь тобосская темна…» (музыка — Геннадий Гладков, слова — Борис Рацер и Владимир Константинов, исполняет Елена Камбурова)
- «Монолог Санчо» (музыка — Геннадий Гладков, слова — Борис Рацер и Владимир Константинов, исполняет Александр Назаров)
- «Спор о Дульсинее» (музыка — Геннадий Гладков, слова — Юлий Ким, исполняют Борислав Брондуков, Александр Назаров и Армен Джигарханян)
- «Было, было…» (музыка — Геннадий Гладков, слова — Борис Рацер и Владимир Константинов, исполняют Борислав Брондуков, Елена Камбурова, Валентина Талызина и Армен Джигарханян)
- «Скандал в Тобосо» (музыка — Геннадий Гладков, слова — Борис Рацер и Владимир Константинов, исполняют Борислав Брондуков, Елена Камбурова, Валентина Талызина, Александр Назаров и Армен Джигарханян)
- «Серенада Дульсинее» (музыка — Геннадий Гладков, слова — Борис Рацер и Владимир Константинов, исполняет Вячеслав Войнаровский)
- «Обучение Альдонсы» (музыка — Геннадий Гладков, слова — Борис Рацер и Владимир Константинов, исполняют Татьяна Пельтцер и Елена Камбурова)
- «Песня Санчо» (музыка — Геннадий Гладков, слова — Борис Рацер и Владимир Константинов, исполняет Александр Назаров)
- «Монолог Луиса» (музыка — Геннадий Гладков, слова — Юлий Ким, исполняет Борис Плотников)
- «К чёрту!» (музыка — Геннадий Гладков, слова — Борис Рацер и Владимир Константинов, исполняют Елена Камбурова, Татьяна Пельтцер, Александр Назаров и Борис Плотников)
- «Скандал в Толедо» (музыка — Геннадий Гладков, слова — Юлий Ким, исполняют Елена Камбурова, Татьяна Пельтцер, Александр Назаров и Борис Плотников)
- «Монолог Альдонсы» (музыка — Геннадий Гладков, слова — Юлий Ким, исполняет Елена Камбурова)
- «Женихи Дульсинеи» (музыка — Геннадий Гладков, слова — Юлий Ким, исполняют Пётр Олев и Леонид Серебренников)
- «Молитва Луиса» (музыка — Геннадий Гладков, слова — Юлий Ким, исполняет Борис Плотников)
- «Баллада о Дульсинее» (музыка — Геннадий Гладков, слова — Борис Рацер и Владимир Константинов, исполняет Елена Камбурова)

## Съёмки
- Фильм снимался летом 1980 года. Натурные съёмки проходили в Азербайджане. Городские планы снимали в Баку (улицы Толедо — в Ичери-шехер), пейзажи Испании и окрестности Тобосо — в Гобустане.[4]
- На роль Луиса де Карраскиля первоначально планировался Михаил Боярский, но его кандидатуру не утвердил худсовет.[5]
- На роль Санчо Пансы был приглашён Евгений Леонов, но у актёра не получилось совмещать съёмку сразу в двух фильмах, и он предпочёл «О бедном гусаре замолвите слово» Эльдара Рязанова.[6]
- Наталья Гундарева снималась со сломанной ступнёй, и для съёмок некоторых планов приходилось неоднократно снимать гипс[4].